# Sophie De Wit
Sophie De Wit (Deurne, 28 augustus 1973) is een Belgisch advocate en Vlaams-nationalistisch politica voor de N-VA. Hieraan voorafgaand was ze actief bij de lokale partij Democratisch en Leefbaar Aartselaar (DLA).

## Levensloop
De Wit groeide op in de wijk Lindenbos te Aartselaar en doorliep haar secundair onderwijs aan het Onze-Lieve-Vrouw-Presentatie Instituut te Boom. In 1996 werd ze licentiate in de rechten aan de Katholieke Universiteit Leuven en volgde daarna een jaar lang een bijkomende opleiding in strafrecht te Parijs. In 1997 ging ze aan de slag als advocate.
Ze zetelt sinds 2000 in de gemeenteraad van haar woonplaats Aartselaar, eerst namens de lokale lijst 'Democratisch en Leefbaar Aartselaar' (DLA) en daarna namens de N-VA, waar DLA in 2005 in opging. Bij de gemeenteraadsverkiezingen van 2012 werd N-VA de grootste partij in Aartselaar, waarna De Wit op 1 januari 2013 de eed aflegde als eerste vrouwelijke burgemeester van de gemeente. Ze volgde in deze hoedanigheid Marc van den Abeelen op. De Wit vormde een bestuurscoalitie met sp.a-Groen. Na de gemeenteraadsverkiezingen van oktober 2018 zette ze de samenwerking met Groen verder. In oktober 2024 behaalde N-VA de absolute meerderheid in Aartselaar. De partij ging alleen besturen en in december 2024 begon De Wit aan haar derde termijn als burgemeester.
Bij de Vlaamse verkiezingen van 7 juni 2009 werd ze verkozen in de kieskring Antwerpen. In het Vlaams Parlement legde ze zich toe op mobiliteit, openbare werken, welzijn en leefmilieu. Ze bleef Vlaams Parlementslid tot begin juli 2010 en werd toen lid van de Kamer van volksvertegenwoordigers. Bij de federale verkiezingen van 2014, 2019 en 2024 werd ze herkozen. Als Kamerlid specialiseerde ze zich in strafrecht, strafuitvoering en het gevangeniswezen en ging ze zetelen in de Kamercommissie Justitie. Ook was ze van 2010 tot 2014 voorzitter van de Kamercommissie belast met de Problemen inzake Handels- en Economisch Recht en van oktober 2023 tot mei 2024 voorzitter van de Onderzoekscommissie belast met de aanpak van seksueel misbruik in de Kerk.